# Kaplirz de Sulewicz
Kaplirz de Sulewicz, auch: Cappleri de Sulewicz (tschech. Kaplíř ze Sulevic), war ein altes böhmisches Adelsgeschlecht und Anhänger der Hussiten. Ihr Name geht auf einen Kapellan im nordböhmischen Dorf Sullowitz (Sulejovice) bei Lobositz (Lovosice) zurück.

## Hauptast
Der Stamm wurde begründet durch die Brüder Hanusch, Kunat und Jarek.

### Nachfahren des Hanusch
- Hanusch (Hanuš) war Herr auf Elsch, und erwarb mit seinen Brüdern Winterberg im Böhmerwald.
  - Johann (Jan) (1400–1445), Herr auf Tschischkowitz, kaufte Koschtialow hinzu und gilt gleichzeitig als Urahne des Adelsgeschlechts Koschtialow, Herren auf Tschischkowitz, Trebnitz und ihm verpfändete kirchliche Höfe.
    - Wenzel (Václav) (1450–1474), Herr auf Sullowitz und Tschischkowitz
    - Bohuslav (Buška) (1452–1480), Herr auf Koschtialow
      - Dobesch (Dobeš) († 1529), von 1507 bis 1526 Burggraf auf Karlstein
        - Johann (Jan) († 1535)
        - Wenzel (Václav) († 1545), ⚭ Dorota von Komarov
          - Dobesch (Dobeš) († 1599), ⚭ Agnes von Schdiar
            - Wenzel der Ältere
            - Basch (Baš) († 1616), ⚭ Markéta z Dírného. Nach dessen Tod wurde der Familiensitz Sullowitz 1627 wegen Überschuldung verkauft.

          - Anna Vančurova

      - Zdeslav Kaplíř ze Sulevic, von 1486 bis 1534 Herr auf Koschtialow
        - Johann (Jan) († 1563), Herr auf Skalken
          - Zdeslav († 1565), erbte Boretz
            - Anna, ⚭ Adam Hrzán, verkaufte 1575 den Familienbesitz.

        - Nikolaus (Mikuláš) erhielt 1563 Burg Koschtialow
          - Zdeslav der Ältere, ⚭ I. Ludmila von Wresowitz (z Vřesovic), ⚭ II. Elena von Žlunice. Der Familienbesitz wurde von seinen Töchtern verkauft.
            - Ester
            - Dorote
            - Anna

          - Georg (Jiří) starb jung, ohne Nachkommen.

        - Buschek (Bušek), Herr auf Liebshausen. Dieser hatte drei Töchter, die 1558 seine Ländereien verkauften.
        - Wenzel (Václav) († 1579), ⚭ Hedwig von Dauba, war ein ausgezeichneter Verwalter, der von 1545 bis 1575 zu seinen Besitzungen Milleschau (Milešov), Nedwieditz, Libochowan, Sellnitz und Vojničky hinzukaufte.
          - Zdeslav der Jüngere († 1603), Herr auf Hrobschitz, kaufte 1599 das benachbarte Mirošovice hinzu.
            - Johann (Jan) († 1618). Dessen Frau Anna Katharina von Harras brachte Pottenstein in die Ehe.
            - Burjan
            - Peter

          - Bohuslav († 1638 oder 1639), war Herr auf Schlossberg, kaufte 1603 von seinem Bruder Milleschau und Nedwieditz hinzu. ⚭ Eva von Schdiar. 1623 wurde er zum Tode verurteilt, dieses Urteil wurde jedoch nicht vollstreckt.
            - Wilhelm (Vilém), emigrierte nach der Schlacht am Weißen Berg nach Holland
              - Karl, Katholik übernahm 1639 Milleschau. ⚭ Zbynka Polyxena von Kolowrat
                - Eva Ludmila verwitwete Chřepická war Herrin auf Nedwieditz. Milleschau ging an die Nachkommenschaft der Herren von Chotomiř und Otice über.

            - Adam, ⚭ Ludmila von Mariafels, war Herr auf Chrastian.
              - Katharina (Kateřina), ⚭ Jaroslav Christoph Kolowrat auf Krakov (Jaroslav Kryštof Krakovský z Kolovrat)
              - Ester (erwähnt 1627)

            - Johann Wenzel (Jan Václav) (erwähnt 1621 bis 1638), ⚭ Katharina von Nostitz.

          - Wilhelm (Vilém) (genannt 1579–1590), Herr auf Laukorschan (Lukohořany), ⚭ Katharina von Stampach.
            - Markete, ⚭ einen aus dem Geschlecht der Rausendorf.
            - Wenzel (Václav), hielt Želevice und Lukohořany, vermutlich auch Kovanice.

          - Georg Kamaryt (Jiřík Kamaryta) († 1603) starb ohne Nachkommen.

      - Jan (erwähnt 1486), († 1532) begründete die Nachkommenschaft Tschischkowitz. ⚭ Markete von Vitzthum.
        - Albrecht († 1554), ⚭ Elisabeth von Alttabor
          - Šťastný, (vor † 1576), ⚭ Ludmila von Wresowitz
            - Johann der Ältere († 1598), ⚭ Anna von Udritsch erhielt Hälfte der Ländereien
            - Jaroslav (erwähnt 1559–1611) war Herr auf der Festung Tschischkowitz. Ihm gehörte auch Schelchowitz (Želechovice). ⚭ Kateřina Myškovna ze Žlunic. Er erbte einen Teil der Höfe von seinen Brüdern. Andere kaufte er ihnen ab, so dass ihm schließlich ganz Tschischkowitz gehörte. Nach seinem Tod gingen die Ländereien an Adama Cappleri de Sulewicz über.
              - Smil, Herr auf Triebsch, verlor nach der Schlacht am Weißen Berg 1623 seine Ländereien an die Krone Böhmen. ⚭ Kateřina Hruškovna z Března.
                - Johanna Polyxena
                - Eva

              - Felix Častovec verlor 1623 Wteln (Vtelno) an die Krone. ⚭ Anna Sabina Hruškovna z Března aus Obernitz. 1628 verließen sie Böhmen.
                - Adam
                - Barbara Magdalena kehrte 1662 nach Böhmen zurück.

              - Karl (Karel)
              - Heinrich (Jindřich)

            - Albrecht hielt die zweite Hälfte von Tschischkowitz. ⚭ Johanka Beřkovská z Šebířova.
              - Šťastný verarmte und musste mit dem Rest des Erbes seine Schulden begleichen. 1628 siedelte er nach Annaberg aus. Sein Sohn starb in der Schlacht bei Eger, seine Töchter starben in der Fremde.
              - Ludmila
              - Eusebia
              - Veronika Eliška

### Nachfahren des Jarek
- Jarek († 1400 in Ottendorf) begründete die Nachkommenschaft von Winterberg (Vimperk).
  - Peter nahm am Ungarnzug teil, wurde Hauptmann, hielt die Burg Ketschitz, ⚭ Walburga NN.
    - Johann (Jan)
    - Petr
    - 3 Töchter

  - Hanusch (Hanuš) (erwähnt nach 1400), hielt bis 1414 Winterberg gemeinsam mit Johann, der sich später jedoch mit seinen Höfen Tschischkowitz abspaltete.
    - Kunat (erwähnt 1417–1437), Verwalter auf Winterberg, dass er nach seiner Vermählung mit Hájkovna z Hodětína, durch die er Herr auf Klingenberg wurde, seinem Bruder überließ. Klingenberg tauschte er später gegen Sbirow ein.
    - Tschaslaw (Čáslav), ⚭ Malovka
      - Nikolaus (Mikuláš) (erwähnt 1454–1470), hatte immer wieder Streitigkeiten mit dem Bischof von Passau. 1467 überließ er seine Winterberger Ländereien seinem Bruder Peter. 1470 wurde er gefangen genommen und inhaftiert und wurde erst nach seinem Versprechen entlassen, Zdeniek von Sternberg Marchek zu überlassen. Er erhielt dafür Helfenburg.
      - Petr († um 1494), Königstreuer, starb ohne Nachkommen. ⚭ Anna z Dírného. Mit ihm starb das Geschlecht der Winterberger wieder aus.
      - Seine Tochter war Mutter des Kriegsherrn Václav Vlček z Minic a z Čenova.

  - Jan Jarkovec
  - Ludmila

## Cappleri de Sulewicz von Scharfenstein
Urahne dieses Nebenastes dürfte Buschek Cappleri de Sulewicz († um 1414) sein, dem 1375 Žernosece gehörten, von 1397 bis 1408 Aujest (Újezd pod Ostrým). Ehefrau Katharina (Kateřina)
- Kerunka (erwähnt 1420–1454), Herr auf Milleschau und Dlaschkowitz, ⚭ Anna von Lobkowitz
  - Buschek (erwähnt 1437–1496) verkaufte Milleschau und kaufte dafür Scharfenstein. Die Burg war in der Zeit von 1475 bis 1482 in den Händen eines gewissen Sigismund, verheiratet mit Anna von Wratislaw, vermutlich Sohn des Bauherrn Wenzel. Seit 1486 gehörte sie dann Buschek.
  - Kamareta (erwähnt 1454–1496) hielt Aujest und Welemin, ⚭ Elisabeth von Harras.
    - Martha
- Wenzel (Václav) (erwähnt 1420–1436) baute vermutlich Burg Scharfenstein.
  - Sigismund?
  - Johann, 1486–1492 Herr auf Chotomíř, dessen nachfolgend aufgeführten Söhne auch Nachkommen des Wenzel sein könnten.
    - Georg (Jiřík) (erwähnt 1500–1522) als Eigentümer von Chotomíř, Türmitz, Chudyhradek und Scharfenstein.
      - Sigismund (erwähnt 1543–1552), war Burggraf auf Pürglitz
      - Johann (Jan), (Nachkommenschaft nicht völlig nicht geklärt), Herr auf Trieblitz
      - Paul (Pavel) († 1571), (Nachkommenschaft nicht völlig nicht geklärt), Herr auch Trieblitz, der ihm auch gehörte.
        - Johann
        - Sigismund (Zikmund) (erwähnt 1570 bis 1582), wurde durch Vermählung mit Žofie Lapáčkovna ze Rzavého Miteigentümer von Rot-Sahorsch (Červené Záhoří).

    - Johann (Jan) († 1552), Miteigentümer von Trieblitz, ⚭ Katharina von Wchinitz
      - Adalbert (Vojtěch) war Herr auf Tuchoritz, ⚭ Johann von Vřesovice
        - Johann Illburg (Jan Ilburk) († 1612), Herr auf Kystra, ⚭ Sophie von Vřesovice.

      - Anna, Frau des Adam des Älteren von Voračice

    - Wojtiech (Vojtěch), 1500 bis 1530 Herr auf Trieblitz.

  - Wenzel

Das Geschlecht verästelte sich in der Folge der Zeit sehr stark, viele der Herren waren als Besitzer kleiner Höfe geführt und ein Zusammenhang konnte nicht mehr hergestellt werden. Zu den Persönlichkeiten, die eine gewisse Bedeutung erlangten, waren:
- Albert (Vojtěch), der 1478 bis 1497 Brocno hielt, ⚭ Katharina von Velezice.

Den gleichen Hof hielten später Peter und Ladislaus, die etwa bis 1528 lebten. Peters Söhne Albrecht und Šťastný verkauften die Höfe, Albrecht wurde 1533 dann als Herr in Radaun und Zebus (Chcebuz) genannt. Šťastný hielt mit seiner Frau Anna von Neudorf (1533–1578) Brocno. Er hatte neben 4 Töchtern Söhne Johann, Adam und Albrecht Šťastný († 1619). Albrecht hielt Zebus und Adam Velezice. Johanns Sohn Ulrich, verheiratet mit Ludmila von Nostitz wurden Strafgelder, die ihm aufgrund der Teilnahme am Ständeaufstand auferlegt wurden, in Lehenschaft umgewandelt. Da er ohne Nachkommen starb, fiel sein Vermögen an die Krone. Lediglich Zebus durfte seine Schwester Dorote, Frau des Jan Kuneš z Lukovec, behalten. Šťastný († 1603), Bruder Albrechts (erwähnt 1578 bis 1590), hielt Brocno und Kokorin sowie Bosyn und Choteč. Er war mit Magdalena Cappleri de Sulewicz verheiratet, mit der er die Söhne Vojtěch und Vladislav (erwähnt 1603–1625) und 4 Töchter hatte.

## Cappleri de Sulewicz von Solan
Dieser Ast hielt vor allem die Ländereien Solan. Dokumentierte Persönlichkeiten waren Kunata (nachgewiesen 1363–1397), Jarke auf Trieblitz (Jarek na Třebívlicích) (nachgewiesen 1372–1394), Smil (nachgewiesen 1395–1435), Johann (Jan) (nachgewiesen 1403–1417). Habart auch Kunat (nachgewiesen 1405–1435), war Herr auf Solan und hielt mit seiner Frau Katharina von Buzov auch Höfe in Mähren. Wenzels Töchter (nachgewiesen 1474–1499), Katharina, Dorote und Ottilie verkauften Solan. Als Letzter mit dem Präfix Solan wurde Jan Solský genannt.

## Cappleri de Sulewicz von Skalken auch Cappleri de Sulewicz von Großtschochau
Dieses Geschlecht hatte zu Beginn ein anderes Wappen als die anderen Geschlechter. Man geht daher davon aus, dass es sich entweder um Nachkommen handelte, die durch Heirat den Namen erwarben und später das gleiche Wappen benutzten.
- Peter (erwähnt 1357)
  - Rydkerz (Rydkéř) (erwähnt 1417–1426), Herr auf Žernoseky
  - Hanusch (Hanuš), Herr von Skalka (erwähnt 1417–1437), ⚭ Anna von Chodžov
    - Albrecht
    - Hanuš (erwähnt nach 1453)
    - Heinrich (Jindřich) († 1496), ⚭ Markete von Wchinitz
      - Markete

  - Peter
  - Erhart
- Kunat von Skalka (erwähnt 1363)

Weiterhin gehören zu diesem Geschlecht die Herren von Großtschochau (Řehlovice) Johann und Peter (erwähnt nach 1416), die sie von Fels (ze Skály) nannten. Meronitz war Eigentum von Wenzel (erwähnt 1435–1468) und Heralt (erwähnt 1486) sowie Vlastislav Rydkéř (erwähnt nach 1440).
Von den Großtschochauern stammten Johann und Paul ab (erwähnt nach 1453), die den Titel Fürst trugen.
- Johann gehörte von 1474 bis 1491 Burg Ossegg.
  - Wenzel (Václav)
  - Bušek (Buschek) war Herr auf Hlíňany, ⚭ Brigitte von Leisnek
    - Georg
      - Christoph (Kryštof)
      - Alexander († 1583), Herr auf Beschkowitz, ⚭ Voršila von Vliněves und Katharina von Nezpetschow
        - Drei Töchter

    - Wenzel (erwähnt 1532)

  - Burkhart (Purkart)
  - Peter
  - Johann († 1530), war 1527 Herr auf Beschkowitz, ⚭ Anna ze Žakavy
    - Jetrschich (Jetřicha), starb ohne Nachkommen. Beschkowitz erbte sein Cousin Paul, der es seiner Frau Eva Kamýcka z Elstiboře vermachte. Nach ihr erbten es die Onkel des Geschlechts von Hlíňany.

## Cappleri de Sulewicz von Tuchoritz
Die Tuchoritzer sind ein Nebenast eines der vorher genannten Geschlechter.
- Georg (der Älteste) (Jiřík), kaufte 1565 Tuchoritz, hielt daneben auch noch Großlipno Stekník und Schwaz
  - Matthias (Matyáš) († 1609), ⚭ Katharina Cappleri de Sulewicz
    - Alexander, verlor das väterliche Erbe, erwarb jedoch durch Heirat mit Dorote von Wresowitz Kolbitz. 1628 siedelte er nach Sachsen um, kam 1631 zurück.
      - Matthias Kerunk Adam († 1658), ebenfalls im Militärdienst versuchte vergeblich das beschlagnahmte Gut seines Vaters zurückerstattet zu bekommen.
      - Georg Christoph († 1649), im Militärdienst fiel in Westindien.

  - Adam, von 1609 bis 1628 Herr auf Tuchoritz, das nach seinem Tod 1638 beschlagnahmt wurde
    - Lidmila

## Cappleri de Sulewicz von Netlutitz
- Volf Duchcovský, 1522 Herr auf Podseditz und später auf Netluce. ⚭ Worschila von Waldeck (Voršila z Valdeka).
  - Albrechta
  - Johann (Jan) († 1587)
    - Wolf
    - Joachim (Jáchym) († vor 1616) hielt Sesemitz. ⚭ Dorothe Ernestine von Stockau bei Heiligenkreuz (Dorota Arnoštka ze Štokova)
      - Johann Adalbert (Jan Vojtěch)
      - Wenzel (Václav)
      - Wolf Albrecht
      - Tobias (Tobiáš)
      - Joachim Heinrich (Jáchym Jindřich) (erwähnt 1616)

    - Sigmund (Zikmund) (erwähnt 1587)

  - Joachim (Jáchym)
  - Wenzel (Václav)

Nachweise über weitere Nachkommen gibt es nicht.

## Cappleri de Sulewicz von Trieblitz
- Albrecht, († 1561) seit 1548 Herr auf Loukohořany († 1561), bevor er Chotomíř verkaufte.
  - Adalbert (Vojtěch), (erwähnt 1556 bis 1589) war Herr auf Trieblitz und Brodetz
  - Peter († 1576), wurde 1556 als Herr auf Loukohořany erwähnt, seit 1563 Miteigentümer von Brodetz. ⚭ I. Elisabeth von Mallowitz (Eliška z Malovic) ⚭ II. Markete von Řehnic (Marketa z Řehnic). Mit der Ersteren hatte er den Sohn Albrecht Zdeniek, weitere Kinder gebar ihm seine zweite Frau.
    - Albrecht Zdeniek († 1596) Herr auf Valečov
    - Katharina
    - Wenzel Adalbert (Václav Vojtěch) († 1673), Herr auf Valečov und Velké Horky. Sein Eigentum überließ er seiner Frau Mandalene von Udritsch (Mandaléna z Údrče). Er starb ohne Nachkommen.

  - Georg (Jiřík) († 1609), hielt den hof Bukawitz (Bukovice), das er 1609 an seinen Sohn Christoph Adam verkaufte.
    - Christoph Adam verlor nach einer Verurteilung 1623 sein gesamtes Vermögen.
    - Adam († 1628) wurden seine Güter Trieblitz und Tschischkowitz 1623 konfisziert. ⚭ Elisabeth von Udritsch (Eliška z Údrče)
      - 3 Töchter
      - Georg Friedrich (Jiřík Bedřich), wurde 1628 des Landes verwiesen.

  - Burkart (Purkart), war 1534 bis 1559 Herr auf Trieblitz, Kystra und Schwaz. ⚭ Elisabeth von Solhauz (Eliška ze Solhauzu)
  - Kaspar Cappleri de Sulewicz (Kašpar), Herr auf Schwaz, erhielt durch seine Frau Eva Radimska ze Slavkova Miteigentum an Milčín, Vlčkovic, Broumovic und Neustupov. Der Kaiserrat und Burggraf auf Karlstein wurde wegen seiner führenden Beteiligung am Ständeraufstand am 21. Juni 1621, inzwischen achtzigjährig, hingerichtet.
    - Albrecht († vor 1614), ⚭ Magdalena von Udritsch (Majdalena z Údrče). Seine Söhne erbten das Vermögen Ihres Großvaters, dass Ihnen jedoch 1621 beschlagnahmt wurde.
      - Kaspar (Kašpar) (1611–1686), heiratete die Witwe seines Onkels Georg Kaspar und erhielt dadurch Chlumín, erbte Koblitz und Milleschau mit Nedwieditz und starb als reicher Mann. Er kämpfte an der Seite des Kaisers gegen die Schweden und wurde später in den Freiherrenstand erhoben. Seit 1665 war er Beisitzer des Hofkriegsrats, später Generalkommissar und wurde 1676 in den Stand eines Reichsgrafen erhoben. 1683 leitete als Vorsitzenden des geheimen Deputiertenverband der Stadt Wien. In dieser Funktion leitete er als Vertreter des Kaisers die Verteidigung der Stadt. Er war dreimal verheiratet: I. Anna Bukovanska z Bukovan, II. Anna Katherina Gräfin von Hoyos und III. Anna Theresia Cukrovna von Tamfeld. Da er keine Nachkommen hatte, erhielt er vom Kaiser das Recht seinen Onkel Sigismund, der im Exil lebte, nach Böhmen zurückzuholen und ihm das Erbe zu übertragen. Davor musste er sich jedoch zum katholischen Glauben bekennen. Dieser nahm die Bedingungen an, da er jedoch selbst ohne Erben blieb, übertrug er die Rechte an Johann Leopold Hrzan von Harrasov.
      - Zdeniek (Zdenek)
      - Ulrich (Oldřich) († 1653), begab sich im Ausland in Dienste der gegnerischen Armeen.

  - Sezima
  - Wenzel (Václav)
  - Nikolaus (Mikuláš) (erwähnt 1570)